# تشا هوي-ريم
تشا هوي-ريم هو سياسي كوري شمالي، ولد في 1953. نشط حزبياً في حزب العمال الكوري.